# روپرتو اررا تابیو
روپرتو اررا تابیو (اسپانیایی: Ruperto Herrera Tabio‎؛ زادهٔ ۶ دسامبر ۱۹۴۹) بازیکن بسکتبال اهل کوبا بود.
وی در مسابقات کشوری و بین‌المللی در مجموع برندهٔ ۱ مدال طلا، ۲ مدال نقره، ۶ مدال برنز شده‌است.